# Teoria culturológica
A teoria culturológica é uma teoria da comunicação criada na década de 1960, principalmente a partir da obra de Edgar Morin "Cultura de massa no século XX: o espírito do tempo".
Esta teoria parte de uma análise da teoria crítica, segundo a qual a mídia seria o veículo para a alienação das massas. Os culturólogos, por seu lado, veem a cultura como uma fabricação dos mídia, fornecendo às massas aquilo que elas desejam: uma informação transformada por imagens de grande venda e uma arte produzida na óptica da indústria, ou seja, massificada e vendida pela mídia como se fosse uma imagem da realidade em que as pessoas vivem.
Segundo eles, a cultura nasce de uma forma de sincretismo, juntando a realidade com o imaginário.